# Entführung einer NAMC YS-11 der Korean Air Lines
Die Entführung einer NAMC YS-11 der Korean Air Lines ereignete sich am 11. Dezember 1969. An diesem Tag wurde eine auf einem Inlandslinienflug von Gangneung nach Seoul befindliche NAMC YS-11-125 der Korean Air Lines von einem nordkoreanischen Agenten entführt, welcher die Piloten zwang, nach Nordkorea zu fliegen. Die Maschine machte schließlich eine Bruchlandung auf dem Luftwaffenstützpunkt Sǒndǒk bei Wonsan. Bis heute gelten elf Insassen der Maschine, darunter die gesamte vierköpfige Besatzung und sieben Passagiere als verschollen.

## Maschine
Bei der betroffenen Maschine handelte es sich um eine NAMC YS-11-125 aus japanischer Produktion (Nippon Aircraft Manufacturing Company). Die Maschine wurde 1967 gebaut und trug die Werknummer 2043. Sie wurde zunächst mit dem Luftfahrzeugkennzeichen JA8682 auf den Hersteller zugelassen und im August 1967 mit dem Kennzeichen PP-CTC an die Serviços Aéreos Cruzeiro do Sul ausgeliefert. Am 25. Juli 1969 übernahm die Korean Air Lines die Maschine und ließ sie mit dem Kennzeichen HL5208 zu. Das zweimotorige Kurzstreckenflugzeug war mit zwei Turboproptriebwerken des Typs Rolls-Royce Dart bestückt.

## Insassen
Den Flug von Gangneung nach Seoul hatten 47 Passagiere angetreten. Es befand sich eine vierköpfige Besatzung an Bord, bestehend aus dem 38-jährigen Flugkapitän Yu Byeong-ha (유병하), dem 37-jährigen Ersten Offizier Choe Seok-man (최석만), der 24-jährigen Flugbegleiterin Jeong Gyeong-suk (정경숙) und der 23-jährigen Flugbegleiterin Seong Gyeong-hui (성경희). Ein Angehöriger der United States Air Force in Südkorea sollte als Passagier auf dem betroffenen Flug an Bord sein, wechselte jedoch kurzfristig auf einen Militärtransportflug.

## Hergang
Der Start von der Luftwaffenbasis Gangneung erfolgte um 12:15 Uhr. Zehn Minuten später erhob sich der nordkoreanische Agent Cho Ch'ang-hŭi (조창희) von seinem Sitz, ging zum Cockpit und verlangte von den Piloten, die Maschine nach Nordkorea zu fliegen. Die Maschine wurde im weiteren Verlauf von drei Jagdflugzeugen der Luftstreitkräfte der Koreanischen Volksarmee begleitet. Um 13:18 Uhr wurde die Landung auf dem Luftwaffenstützpunkt Sǒndǒk bei Wonsan durchgeführt, bei der die NAMC YS-11 irreparabel beschädigt wurde, jedoch niemand an Bord zu Schaden kam. Anschließend bestiegen nordkoreanische Soldaten das Flugzeug, verbanden den Passagieren die Augen und forderten sie auf, von Bord zu gehen. Ein Passagier gab später an, er hätte entgegen der Anweisungen der nordkoreanischen Soldaten aus dem Fenster der Maschine gesehen und dabei beobachtet, wie der Entführer in eine schwarze Limousine eingestiegen und weggefahren worden sei. Ein anderer Passagier litt infolge des Zwischenfalls an einer Aphasie.

## Folgen
Nach dem Zwischenfall gab Nordkorea an, die Piloten hätten die Maschine selbst geführt und aus Protest gegen die Politik von Park Chung-hee vorsätzlich nach Nordkorea geflogen. Die südkoreanische Polizei verdächtigte zunächst den Ersten Offizier, an der Entführung beteiligt gewesen zu sein. Nach der Landung wurde versucht, einzelne Passagiere bis zu vier Stunden täglich zu indoktrinieren.
Am 25. Dezember schlug Südkorea der nordkoreanischen Führung Gespräche zu dem Zwischenfall vor, die Ende Januar 1970 geführt wurden.
Nach Verhandlungen mit Südkorea wurden 39 Passagiere nach 66 Tagen Gefangenschaft freigelassen und überquerten am 14. Februar 1970 bei Panmunjeom die Grenze nach Südkorea.
Als Folge des Zwischenfalls wurde das Luftfahrzeugkennzeichen HL5208 in Südkorea nie wieder vergeben.

## Verbleib der Maschine und der Insassen
Die schwer beschädigte Maschine verblieb in Nordkorea. Die vier Besatzungsmitglieder und neun Passagiere sowie der Entführer wurden jedoch nie freigelassen. Die folgenden zwölf Personen befinden sich allen Erkenntnissen zufolge noch in Nordkorea, soweit sie noch am Leben sind:
- Yu Byeong-ha (유병하, 38), Flugkapitän,
- Choe Seok-man (최석만, 37), Erster Offizier,
- Jeong Gyeong-suk (정경숙, 24), Flugbegleiterin,
- Seong Gyeong-hui (성경희, 23), Flugbegleiterin,
- Yi Dong-gi (이동기, 49), Leiter eines Verlagshauses,
- Hwang Won (황원, 32), Leiter der Munhwa Audiovisual Company,
- Gim Bongju (김봉주, 27), Kameramann der Munhwa Audiovisual Company,
- Chae Heon-deok (채헌덕, 37), Arzt,
- Im Cheol-su (임철수, 49), Büroangestellter,
- Jang Ki-yeong (장기영, 40), Geschäftsmann der Lebensmittelindustrie,
- Choe Jeong-ung (최정웅, 28), Angestellter von Hankook

Über das Schicksal der meisten dieser Personen wurde von nordkoreanischer Seite keine Angaben gemacht. Es gibt daher keine gesicherten Erkenntnisse über ihr weiteres Schicksal und eventuelle Sterbedaten. Alle waren gebildet und gehörten der Oberschicht an. Der ehemalige südkoreanische Geheimdienstmitarbeiter Song Yeong-in äußerte 2008, dass die zwölf Insassen vermutlich zu propagandistischen Zwecken in Nordkorea festgehalten worden waren. Der südkoreanische Wirtschaftswissenschaftler Oh Kil-nam, der sich Ende 1985 für einige Monate nach Nordkorea abgesetzt hatte, gab später an, er wäre dort den beiden Flugbegleiterinnen der entführten Maschine, Jeong Gyeong-suk und Seong Gyeong-hui, ebenso begegnet wie den beiden Medienschaffenden Hwang Won und Gim Bongju. Letztere hätten zu diesem Zeitpunkt einen Propagandafilm für die nordkoreanische Regierung gedreht. Später habe er über seine Tochter herausgefunden, dass der Flugkapitän und der Erste Offizier der entführten Maschine für die Luftstreitkräfte der Koreanischen Volksarmee arbeiteten. Im Rahmen einer Familienzusammenführung wurde der Mutter der entführten Flugbegleiterin Seong Gyeong-hui ermöglicht, nach Nordkorea zu reisen und ihre Tochter zu besuchen. Seong Gyeong-hui erzählte ihrer Mutter bei dem Besuch, dass sie mit der anderen Flugbegleiterin, Jeong Gyeong-suk, befreundet geblieben sei und dass beide in derselben Stadt wohnten.